# Zapoteca istmeny
El zapoteca istmeny, també conegut com a zapoteca de Juchitán (endònim diidxazá;) és una variant de la llengua zapoteca parlada a Tehuantepec i Juchitán de Zaragoza, a l'estat mexicà d'Oaxaca. Només té una mútua intel·ligibilitat del 18% amb el Zapoteca Petapa, que és el més similar.

## Sons
Els sons del zapoteca istmeny són

### Consonants
Oclusives
Sorda
p /pʰ/
t /tʰ/
c¹ /kʰ/
Sonora
b /b/
d /d/
g² /g/
Fricatives i Africades
Sonores
z /z/
dx /dʑ/
x /ʑ/
Sordes
s /s/
ch /tɕ/
xh /ɕ/ (excepte abans d'una altre consonant quan s'escriu com x)
Nasals
m /m/
n /n~ɴ/
ñ /ɴʲ/
Sonorants
Plana
r /ɾ/
l /l/
y /j/
Emfatitzada
r /r/
l /ɮ/
- ¹Quan el so /k/ abans "e" o "i", es pronuncia "qu".
- ²Quan el so /g/ abans "e" o "i", es pronuncia "gu". També el so /gw/ s'escriu "gü".
- 3El so "bŕ" és rar com a bilabial. Passa a la paraula "berenbŕ".

### Vocals
Plana
a
e
i
o
u
Laringals
aa
ee
ii
oo
uu
amb aturada glotal
a'
e'
i'
o'
u'